# Cazaux-Villecomtal
 Cazaux-Villecomtal  (en occitano Casaus Vilacomdau) es una población y comuna francesa, ubicada en la región de Mediodía-Pirineos, departamento de Gers, en el distrito de Mirande y cantón de Marciac.

## Demografía
| 105 | 98 | 92 | 94 | 91 | 83 |
| Para los censos de 1962 a 1999 la población legal corresponde a la población sin duplicidades (Fuente: INSEE [Consultar]) |    |    |    |    |    |